# Геотрія
Геотрія, або сумчаста мінога (Geotria australis) — єдиний вид тварин роду Geotria родини Міногових (Petromyzontidae).
Поширена у Південному Хемпширі у Південній півкулі, на півдні Австралії та біля Нової Зеландії, Чилі та Аргентини. У дорослому стані живуть у відкритому морі, де живляться як паразити риб. На нерест заходять до річок, де проводять до 18 місяців статевого дозрівання перед нерестом. Після нересту — гинуть.